# Sisara
Sisara (em persa: سي سرا, também romanizada como Sīsarā) é uma aldeia do distrito rural de Kelarabad, no condado de Abbasabad, da província de Mazandaran, Irã.
No censo de 2006, sua população era de 778 habitantes, em 222 famílias.